# Mariscal Estigarribia
Mariscal Estigarribia, Langname Mariscal José Félix Estigarribia, ist eine Ortschaft im Departamento Boquerón in Paraguay. Sie ist nach José Félix Estigarribia benannt. Sie liegt in der Nähe der Grenze zu Bolivien, hat ungefähr 2500 Einwohner (Stand: 2002) und einen Militärflugplatz.

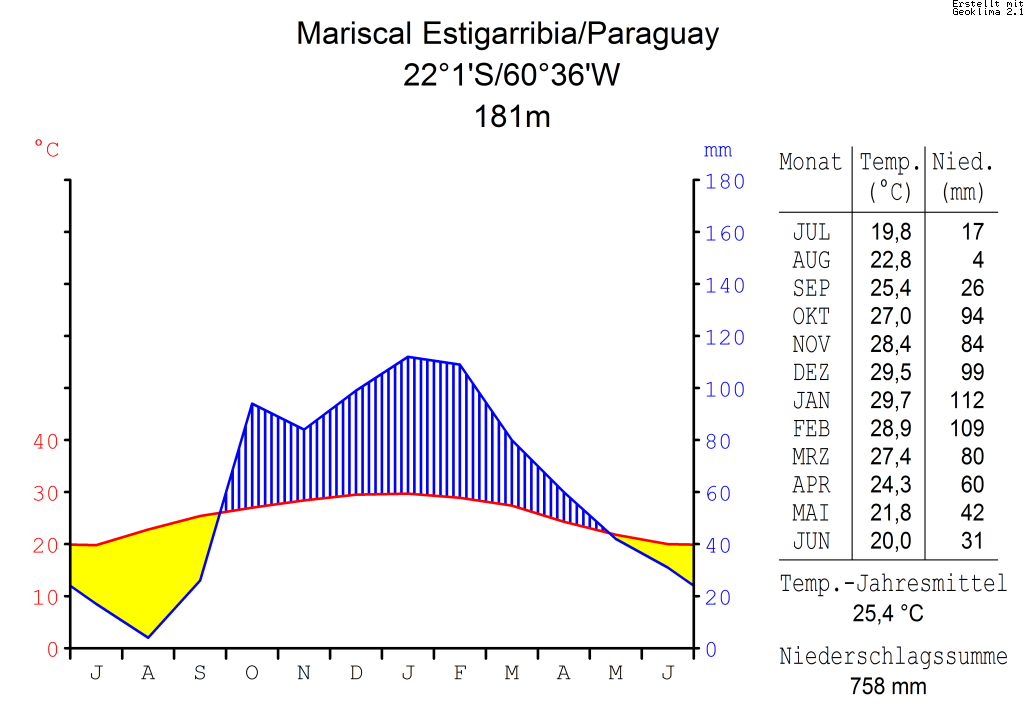
Klimadiagramm von Mariscal Estigarribia

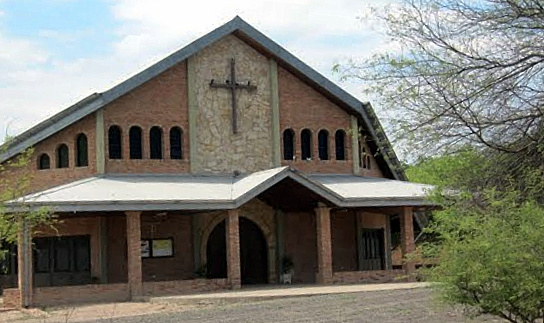
Kathedrale Santa Maria

Der Ort ist Sitz des römisch-katholischen Apostolischen Vikariats Pilcomayo, für das im Jahr 2000 die Kathedrale Santa Maria geweiht wurde. In der ehemaligen Kathedrale San Miguel auf dem Militärgelände befindet sich das Grab des volkstümlichen Missionars und Bischofs Pedro Shaw.
Während des Chaco-Krieges war der Ort – damals noch Fortin Camacho genannt – ein wichtiger Militärstützpunkt. Er war bis 1973 Hauptstadt des Departamento Boquerón.
Seit 2005 befindet sich in der Stadt ein Militärstützpunkt der Vereinigten Staaten. Hierzu wurde in einem Vertrag der USA mit Paraguay Straffreiheit für amerikanische Soldaten beschlossen, die Aufenthaltserlaubnis für hier vorübergehend stationierte US-Truppen auf 18 Monate ausgedehnt und die Anzahl der an 13 gemeinsamen Militärmanövern teilnehmenden US-Soldaten erhöht.
Der Militärflugplatz, Flughafen Mariscal Estigarribia (Aeropuerto Dr. Luis María Argaña Internacional, IATA-Code: ESG), ist für die Unterbringung einer großen Anzahl von Soldaten ausgelegt, hat ein außerordentliches Radarsystem, große Flugzeughallen und eine für die Flugzeuge der paraguayischen Luftwaffe überdimensionierte Landebahn von 3800 m Länge und 80 m Breite.
Die strategische Bedeutung des Militärstützpunktes ergibt sich aus seiner Nähe zu Bolivien mit seinen Erdgas- und Erdölreserven, seiner Nähe zu dem Acuífero Guaraní, einem der drei größten Trinkwasserreservoire auf der ganzen Welt.
Durch den Ort führt die Ruta 9, die von Asunción nach Nordwesten zur Grenze nach Bolivien führt. Diese kreuzt hier die Ruta 15, die in West-Ost-Richtung verläuft, vom Río Pilcomayo an der Grenze zu Argentinien im Westen bis zum Rio Paraguay an der Grenze zu Brasilien im Osten.